# Abdul-Medjid
Abdul-Medjid (în limba turcă otomană:  عبد المجيد اول ‘Abdü’l-Mecīd-i evvel), (n. 25 aprilie 1823, Constantinopol, Imperiul Otoman – d. 25 iunie 1861, Constantinopol, Imperiul Otoman) a fost al XXXI-lea sultan al Imperiului Otoman (1839-1861).
A încercat să încheie alianțe cu marile puteri ale Europei occidentale, cum ar fi Marea Britanie, Franța, state care au fost aliate ale otomanilor împotriva Imperiului Țarist în Războiul Crimeii.
În cadrul Tratatului de la Paris, Imperiul Otoman a fost inclus în familia națiunilor europene.
Dar marile realizări ale lui Abdul-Medjid sunt reformele (numite Tanzimat) cu caracter liberal pe care le-a promovat (reforme inițiate de tatăl său, Mahmud al II-lea), care au deschis drumul modernizării Turciei și au favorizat mișcări naționaliste de eliberare în cadrul popoarelor subjugate.
Pentru reformele sale, a fost considerat un adevărat Atatürk al secolului al XIX-lea.

## Biografie
Abdul-Medjid primește o educație tipic europeană, devenind un vorbitor fluent al limbii franceze și un pasionat de muzică și literatură clasică.
Susținător al curentului reformist inițiat de predecesorul său, Mahmud al II-lea, se bucură de susținerea unor consilieri progresiști precum vizirii: Mustafa Reșit Pașa, Mehmet Emin Ali Pașa și Fuat Pașa.
A fost primul sultan care a organizat audiențe publice, prin care lua la cunoștință, fără intermediar, de doleanțele supușilor săi.
Mai mult, a călătorit prin tot imperiul spre a vedea modul de aplicare a reformelor "Tanzimat"-ului.

## Domnia
În anul 1839, când a ajuns la tron, situația Imperiului Otoman era destul de problematică.
Egiptul se răzvrătise împotriva autorității Porții și i-a învins pe otomani la Nizip.
Imperiul Otoman reușește să evite dezastrul total doar prin intervenția marilor puteri aliate, Anglia și Franța, care îi vor ajuta în continuare pe otomani și în cadrul Războiului Crimeei.
Aceasta din urmă va avea drept efect scăderea influenței țariste în sud-estul Europei.
Pe parcursul domniei, a adoptat o atitudine umanitară. După Revoluția din 1848 de la București, deși a satisfăcut îndemnurile Rusiei de a îi pedepsi pe revoluționarii români, pe mulți dintre aceștia îi primește la Constantinopol și la Brussa, ușurându-le acomodarea.

## Reforme
Cele mai importante reforme promovate de Abdul-Medjid:
- 1840: introducerea primei bancnote otomane;
- 1843 - 1844: reorganizarea armatei;
- 1844: adoptarea drapelului și a imnului național otoman;
- reorganizarea sistemului financiar, a codului civil, a codului penal, după modelul celor franceze;
- 1845: înființarea așa-numitului Meclis-i Maarif-i Umumyie, prototip al primului parlament otoman (înființat în 1876);
- 1846: instituirea consiliului instrucției publice;
- 1848: înființarea primelor universități și academii moderne;
- 1856: abolirea taxelor și impozitelor defavorizante pentru cetățenii non-islamici;
- 1856: acceptarea în serviciul militar a unor astfel de cetățeni;
- interzicerea purtării turbanului în favoarea fesului[8]

## Moartea
Abdul-Medjid moare la numai 39 de ani din cauza tuberculozei, boală de care suferise și tatăl său.
Este succedat de fratele său, Abdul-Aziz, cel mai în vârstă supraviețuitor al familiei.